# Acacia falciformis
Acacia falcata — вид квіткових рослин з родини бобових. Ареал: Австралія (Австралійська столична територія, Новий Південний Уельс, Квінсленд, Вікторія).

## Середовище проживання
Росте у східній Австралії, переважно на висоті 800–1200 метрів, іноді вище. Його часто можна знайти переважно у вологому склерофіловому лісі або у вищому сухому склерофіловому лісі, часто у вологих балках або на відкритих скелястих ділянках.

## Біоморфологічна характеристика
Це великий розлогий кущ або невелике дерево (до 12 метрів). Має пониклі, вигнуті (серпоподібні), довгі (до 22 см) філодії. Він може цвісти з липня по жовтень, але найчастіше з серпня по вересень і дає суцвіття, які з’являються групами від 5 до 18 у пазушних китицях. Сферичні квіткові голови мають діаметр від 5 до 6 мм і містять від 13 до 25 квіток від блідо-жовтого до кремового кольору, які іноді яскраво-жовті. Плоскі шкірясті коричневі стручки, які утворюються після цвітіння, більш-менш прямі, але можуть бути злегка вигнутими. Стручки мають довжину від 5 до 13 см і ширину від 12 до 25 мм. Блискуче чорне насіння має довгасту або еліптичну форму і має довжину від 5.5 до 7 мм.

## Використання
Цей вид вважається корисним видом для деградованих ділянок для боротьби з ерозією та для захисних смуг на крутих схилах і бідних ґрунтах. Дерево є важким, міцним і використовується для ручок інструментів, стовпів і стовпів. Його також використовують як паливо та для виготовлення деревного вугілля. Кору цього виду можна збирати через її дубильні речовини, і в минулому збирали в комерційних цілях.